# Наумочкин, Константин Николаевич
Константи́н Никола́евич Нау́мочкин (род. 22 января 1960, Бодайбо, Иркутская область, РСФСР, СССР) — российский продюсер, режиссёр и сценарист, телеведущий.

## Биография
Родился 22 января 1960 года в г. Бодайбо Иркутской области. В 1975 году поступил в Физико-математическую школу-интернат при НГУ (СУНЦ НГУ). По первому образованию — физик, окончил Новосибирский государственный университет в 1982 году.
С 1987 по 1993 год являлся художественным руководителем команды КВН НГУ, ставшей трёхкратным чемпионом этой игры в 1988, 1991 и 1993 годах. Автор знаменитой фразы «Партия, дай порулить!».
С 1995 года — заместитель главного редактора программы «Деловая Россия», автор и ведущий рубрики «Наука и техника».
С 1997 года — руководитель юмористической программы «Раз в неделю».
В 1999 году закончил Высшие курсы сценаристов и режиссёров по специальности «драматург кино и телевидения».
В 2000—2001 годах был ведущим программы «Сенсация, Сенсация, Сенсация» на канале «Культура» (ТК «Цивилизация»).
С 2003 г. по 2008 г. работал  креативным продюсером компании «Амедиа». Под его руководством созданы такие комедийные сериалы как: «Моя прекрасная няня» (2004—2005, СТС), «Кто в доме хозяин?» (2005—2007, СТС) «Большие девочки» (2006, Первый канал), «Братья по-разному» (2007, РЕН ТВ), «Гуманоиды в Королёве» (2008 г. ТНТ).
Являлся одним из авторов сценариев сериалов АБВГД LTD (ОРТ, 1993), «Московские окна» (РТР, 2001), «Лучший город Земли» (РТР, 2003), «Русские амазонки» (2004, РТР).
С 2008 года по 2011 работал исполнительным продюсером ЗАО «СТС».
На протяжении многих лет являлся продюсером телесериала «Воронины».
В настоящее время занимается детской мультипликацией.

## Фильмография

### Сценарные работы
- 1993 — «АБВГД LTD»
- 2001 — «Московские окна»
- 2003 — «Лучший город Земли»
- 2004 — «Русские амазонки»
- 2019 – «Без памяти»
- 2021 — «Маша и Медведь. Калинка-малинка»
- 2019 - н. в. — «Синий трактор на детской площадке»

### Продюсерские работы
- 2004—2005 — «Моя прекрасная няня» (креативный продюсер)[3]
- 2005—2007 — «Кто в доме хозяин?» (креативный продюсер)
- 2006 — «Большие девочки» (креативный продюсер)
- 2007 — «Братья по-разному» (креативный продюсер)
- 2008 — «Гуманоиды в Королёве»
- 2009—2012 — «Воронины»

## Награды
- Премия «ТЭФИ-2005» в номинации «Продюсер» (совместно с А. Роднянским и А. Акоповым).[4][5].